# Atalantia henryi
Atalantia henryi är en vinruteväxtart som först beskrevs av Walter Tennyson Swingle, och fick sitt nu gällande namn av Cheng Chiu Huang. Atalantia henryi ingår i släktet Atalantia och familjen vinruteväxter. Inga underarter finns listade i Catalogue of Life.